# 迈松塞勒
迈松塞勒（法語：Maisoncelle，法語發音：[mɛzɔ̃sɛl]）是法国上法蘭西大區加来海峡省的一个市镇，属于蒙特勒伊区。

## 地理
迈松塞勒（50°26'53"N, 2°8'36"E）面积4.3 平方千米，位于法国上法蘭西大區加来海峡省，该省份为法国北部沿海省份，西北濒北海，南至索姆省，东临北部省。
与迈松塞勒接壤的市镇（或旧市镇、城区）包括：特拉姆库尔、昂布里库尔、阿赞库尔、贝阿朗库尔、泰努瓦斯河畔布朗日、蒂利卡佩勒。

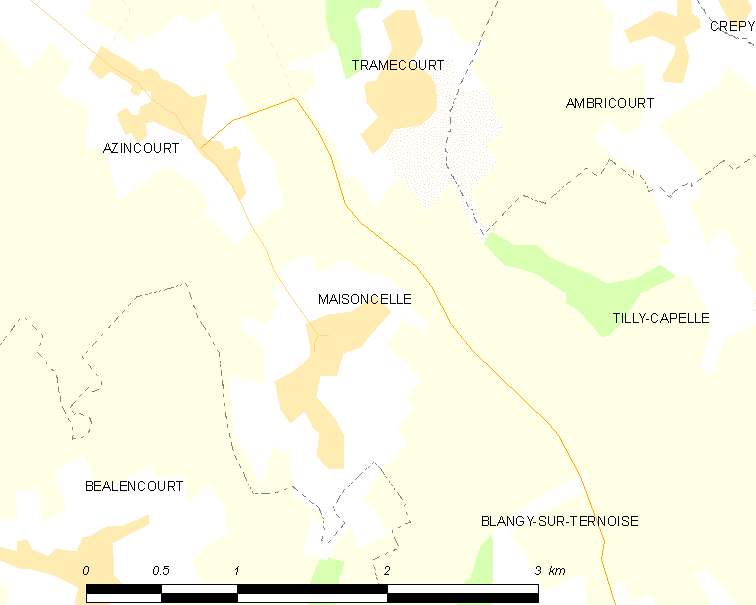
迈松塞勒的OSM定位图

迈松塞勒的时区为UTC+01:00、UTC+02:00（夏令时）。

## 行政
迈松塞勒的邮政编码为62310，INSEE市镇编码为62541。

## 政治
迈松塞勒所属的省级选区为欧克西堡县。

## 人口

1962-2008年间迈松塞勒人口变化图示

迈松塞勒于2022年1月1日时的人口数量为121人。